# Motor Zaporoże
HK Motor Zaporoże – ukraiński klub piłki ręcznej mężczyzn z siedzibą w Zaporożu.

## Sukcesy
- Ukraińska Superliha

Zwycięstwa (2): 2012/2013, 2013/2014
- Puchar Zwycięzców Pucharów EHF

Ćwierćfinał (1): 2011/2012
- Liga Mistrzów

1/8 finału (1): 2013/2014
Faza grupowa (1): 2012/2013

## Drużyna w sezonie 2013/2014
| Numer | Zawodnik                 | Narodowość | Pozycja               |
| ----- | ------------------------ | ---------- | --------------------- |
| 1     | Wałentyn Koszowyj        | Ukraina    | bramkarz              |
| 5     | Jurij Kubatko            | Ukraina    | prawoskrzydłowy       |
| 8     | Jegor Jewdokimow         | Rosja      | obrotowy              |
| 9     | Oleg Skopincew           | Rosja      | lewoskrzydłowy        |
| 10    | Ołeksandr Szewelew       | Ukraina    | obrotowy              |
| 12    | Richard Stochl           | Słowacja   | bramkarz              |
| 13    | Inal Aflitulin           | Rosja      | środkowy rozgrywający |
| 14    | Jewhen Hurkowski         | Ukraina    | obrotowy              |
| 15    | Witalij Horbaczow        | Ukraina    | prawoskrzydłowy       |
| 18    | Kostiantyn Kuryłenko     | Ukraina    | lewoskrzydłowy        |
| 22    | Mykoła Steciura          | Ukraina    | prawoskrzydłowy       |
| 23    | Jewhen Sapun             | Ukraina    | bramkarz              |
| 24    | Jewhen Żuk               | Ukraina    | lewoskrzydłowy        |
| 25    | Ołeksandr Semykow        | Ukraina    | prawy rozgrywający    |
| 31    | Ángel Pérez de Inestrosa | Hiszpania  | środkowy rozgrywający |
| 32    | Władysław Ostrouszko     | Ukraina    | lewy rozgrywający     |
| 33    | Serhij Onufrijenko       | Ukraina    | prawy rozgrywający    |
| 55    | Aleksandr Titow          | Białoruś   | obrotowy              |
| 69    | Serhij Burka             | Ukraina    | lewy rozgrywający     |